# Malkanmardi, Gangawati
Malkanmardi là một làng thuộc tehsil Gangawati, huyện Koppal, bang Karnataka, Ấn Độ.